# Функція Ейрі

Графік функцій Ai(x) (червоний) та Bi(x) (синій)

Функція Ейрі Ai(x) — спеціальна функція, названа на честь британського астронома Джорджа Бідделя Ейрі. Функції Ai(x) та пов'язана з нею Bi(x), яка називається функцією Ейрі другого роду, є лінійно незалежними розв'язками диференціального рівняння
{\displaystyle y''-xy=0\,},
що називається рівнянням Ейрі. Це найпростіше диференціальне рівняння що має точку, в якій вид розв'язку замінюється з коливального на експоненційний.
Функція Ейрі описує те, як зірка (точкове джерело світла) виглядає в телескопі. Ідеальна точка перетворюється в набір концентричних кіл, в силу обмеженої апертури та хвильової природи світла. Функція Ейрі також є розв'язком стаціонарного рівняння Шредінгера для частки, що рухається в однорідному полі, наприклад, електричному.

## Визначення
Для дійсних x, функція Ейрі та функція Ейрі другого роду визначаються інтегралом:
{\displaystyle \mathrm {Ai} (x)={\frac {1}{\pi }}\int \limits _{0}^{\infty }\cos \left({\frac {t^{3}}{3}}+xt\right)\,dt.}
{\displaystyle \mathrm {Bi} (x)={\frac {1}{\pi }}\int \limits _{0}^{\infty }\exp \left(-{\frac {t^{3}}{3}}+xt\right)+\sin \left({\frac {t^{3}}{3}}+xt\right)\,dt.}
Виконуючи диференціювання під знаком інтегралу, можна переконатися, що ці функції справді задовольняють рівнянню Ейрі.
{\displaystyle y''-xy=0\,.}
При {\displaystyle x\rightarrow -\infty } функція Ейрі другого роду має однакову амплітуду коливань із функцією Ейрі, які, проте, відрізняються протилежною фазою.

## Властивості
В точці x=0 функції Ai(x) і Bi(x) та їх похідні мають значення
{\displaystyle {\begin{aligned}\mathrm {Ai} (0)&{}={\frac {1}{3^{2/3}\Gamma ({\frac {2}{3}})}},&\quad \mathrm {Ai} '(0)&{}=-{\frac {1}{3^{1/3}\Gamma ({\frac {1}{3}})}},\\\mathrm {Bi} (0)&{}={\frac {1}{3^{1/6}\Gamma ({\frac {2}{3}})}},&\quad \mathrm {Bi} '(0)&{}={\frac {3^{1/6}}{\Gamma ({\frac {1}{3}})}}.\end{aligned}}}
де {\displaystyle \Gamma (x)} — гамма-функція. Звідси випливає, що визначник Вронського функцій Ai(x) та Bi(x) дорівнює 1/π.
При додатних x Ai(x) — додатна, опукла функція, яка зменшується експоненційно до 0, а Bi(x) — додатна опукла функція, котра зростає експоненційно. При від'ємних x Ai(x) та Bi(x) коливається навколо нуля із дедалі більшою частотою й дедалі меншою амплітудою. Це підтверджується асимптотичними виразами для функцій Ейрі.

## Асимптотичні вирази
При {\displaystyle x\rightarrow \infty }:
{\displaystyle {\begin{aligned}\mathrm {Ai} (x)&{}\sim {\frac {e^{-{\frac {2}{3}}x^{3/2}}}{2{\sqrt {\pi }}\,x^{1/4}}}\\\mathrm {Bi} (x)&{}\sim {\frac {e^{{\frac {2}{3}}x^{3/2}}}{{\sqrt {\pi }}\,x^{1/4}}}.\end{aligned}}}
При {\displaystyle x\rightarrow -\infty } :
{\displaystyle {\begin{aligned}\mathrm {Ai} (-x)&{}\sim {\frac {\sin({\frac {2}{3}}x^{3/2}+{\frac {1}{4}}\pi )}{{\sqrt {\pi }}\,x^{1/4}}}\\\mathrm {Bi} (-x)&{}\sim {\frac {\cos({\frac {2}{3}}x^{3/2}+{\frac {1}{4}}\pi )}{{\sqrt {\pi }}\,x^{1/4}}}.\end{aligned}}}

## Комплексний аргумент
Функція Ейрі може бути аналітично продовжена на комплексну площину за формулою
{\displaystyle \mathrm {Ai} (z)={\frac {1}{2\pi i}}\int \limits _{C}\exp \left({\frac {t^{3}}{3}}-zt\right)\,dt,}
де інтеграл береться по контуру {\displaystyle C}, котрий починається в точці на нескінченності із аргументом −π/3 і закінчується в точці на нескінченності із аргументом π/3. Можна підійти з іншого боку, використовуючи диференціальне рівняння {\displaystyle y''-xy=0} для продовження Ai(x) та Bi(x) до цілих функцій на комплексній площині.
Асимптотична формула для Ai(x) залишається в силі на комплексній площині, якщо брати головне значення кореня x2/3 і x не лежить на від'ємній дійсній півосі. Формула для Bi(x) правильна, якщо x лежить в секторі {x∈C : |arg x| < (1/3)π−δ} для деякого додатного δ. Формули для Ai(−x) та Bi(−x) справедливі, якщо x лежить в секторі {x∈C : |arg x| < (2/3)π−δ}.
Із асимптотичної поведінки функцій Ейрі витікає, що обидві вони мають нескінченне число нулів (коренів) на дійсній півосі.  У функції Ai(x) на комплексній площині немає інших нулів, а   а функція Bi(x) має нескінченне число нулів в секторі {z∈C : (1/3)π < |arg z| < (1/2)π}.

## Зв'язок з іншими спеціальними функціями
Для додатних аргументів, функції Ейрі зв'язані з модифікованими функціями Бесселя:
{\displaystyle {\begin{aligned}\mathrm {Ai} (x)&{}={\frac {1}{\pi }}{\sqrt {{\frac {1}{3}}x}}\,K_{1/3}\left({\frac {2}{3}}x^{3/2}\right),\\\mathrm {Bi} (x)&{}={\sqrt {{\frac {1}{3}}x}}\left(I_{1/3}\left({\frac {2}{3}}x^{3/2}\right)+I_{-1/3}\left({\frac {2}{3}}x^{3/2}\right)\right).\end{aligned}}}
де I±1/3 и K1/3 — розв'язок рівняння {\displaystyle x^{2}y''+xy'-(x^{2}+1/9)y=0\,}.
Для від'ємних аргументів функції Ейрі зв'язані з функціями Бесселя:
{\displaystyle {\begin{aligned}\mathrm {Ai} (-x)&{}={\frac {1}{3}}{\sqrt {x}}\left(J_{1/3}\left({\frac {2}{3}}x^{3/2}\right)+J_{-1/3}\left({\frac {2}{3}}x^{3/2}\right)\right),\\\mathrm {Bi} (-x)&{}={\sqrt {{\frac {1}{3}}x}}\left(J_{-1/3}\left({\frac {2}{3}}x^{3/2}\right)-J_{1/3}\left({\frac {2}{3}}x^{3/2}\right)\right).\end{aligned}}}
де J±1/3 — розв'язок рівняння {\displaystyle x^{2}y''+xy'+(x^{2}-1/9)y=0\,}.
Функції Скорера є розв'язками рівняння {\displaystyle y''-xy=1/\pi \,}. Вони також можуть бути виражені через функції Ейрі
{\displaystyle {\begin{aligned}\mathrm {Gi} (x)&{}=\mathrm {Bi} (x)\int _{x}^{\infty }\mathrm {Ai} (t)\,dt+\mathrm {Ai} (x)\int _{0}^{x}\mathrm {Bi} (t)\,dt,\\\mathrm {Hi} (x)&{}=\mathrm {Bi} (x)\int _{-\infty }^{x}\mathrm {Ai} (t)\,dt-\mathrm {Ai} (x)\int _{-\infty }^{x}\mathrm {Bi} (t)\,dt.\end{aligned}}}

## Історія
Функція Ейрі названа на честь британського астронома Джорджа Бідделя Ейрі, котрий зіткнувся з нею при оптичних дослідженнях (1838 р.). Позначення Ai(x) запровадив Гарольд Джеффрі.